# Гранкона
Гранкона (итал. Grancona) — коммуна в Италии, располагается в провинции Виченца области Венеция.
Население составляет 1741 человек, плотность населения составляет 145 чел./км². Занимает площадь 12 км². Почтовый индекс — 36040. Телефонный код — 0444.
Покровительницей коммуны почитается Пресвятая Богородица (Madonna di Monte Berico), празднование 8 сентября.